# Jan Kristian Fjærestad
Jan Kristian Fjærestad (né le 4 septembre 1963 en Norvège) est un joueur de football norvégien.
Lors de la saison 1987, il remporte le championnat de Norvège avec son club du Moss FK et finit meilleur buteur avec 18 buts.